# Đại tạng kinh
Đại tạng kinh (tiếng Trung: 大藏經, Dàzàngjīng; tiếng Hàn Quốc: 대장경, Daejanggyeong; tiếng Nhật: 大蔵経, Daizōkyō), còn được gọi tắt là Tạng kinh (藏經) hay Nhất thiết kinh (一切經), là danh xưng dùng để chỉ các tổng tập Kinh điển Phật giáo theo nghĩa rộng. Trong một thời gian dài, thuật ngữ Đại tạng kinh được xem là tương đương với thuật ngữ Tam tạng theo truyền thống (zh. 三藏, sa. त्रिपिटक, tripiṭaka; pi. Tipiṭaka). Tuy nhiên, các học giả hiện đại chỉ ra rằng cách đặt tên như thế là sai lệch vì Đại tạng kinh thực tế có quy mô lớn hơn nhiều so với Tam tạng.
Theo lịch sử, có nhiều bản Đại tạng kinh từng tồn tại như Đại tạng Pali, Đại tạng Hán văn, Đại tạng Tạng văn, cũng các bản dịch sang các ngôn ngữ khác như tiếng Tây Hạ, tiếng Mông Cổ, tiếng Mãn, tiếng Nhật, tiếng Việt... Trong đó, các phiên bản Hán văn có số lượng lớn nhất với các phiên bản Càn Long tạng, Gia Hưng tạng... Do sự phổ biến này, một số học giả phương Tây thường dùng thuật ngữ Đại tạng kinh theo nghĩa hẹp để chỉ riêng các bộ tổng tạng chữ Hán, sử dụng phổ biến ở Đông Á và Việt Nam.
Hai phiên bản Đại tạng kinh Hán văn nổi tiếng nhất là Bát vạn Đại tạng kinh của Cao Ly (bản tạng khắc cổ nhất được bảo tồn nguyên vẹn) và Đại Chính tân tu Đại tạng kinh của Nhật Bản (bản tạng hoàn chỉnh có giá trị học thuật nhất).

## Phạm vi
Đại tạng kinh Hán ngữ không chỉ bao gồm Tam tạng với các kinh văn A-hàm (Āgama), Tỳ-nại-da (Vinaya) và A-tì-đạt-ma (Abhidharma) từ các trường phái Phật giáo Nguyên thủy; mà còn bổ sung thêm các kinh điển Đại thừa và kinh văn Phật giáo Mật truyền, các tập du ký, kinh văn bản địa, từ điển chú giải, cũng như tiểu sử các cao tăng.
Taisho Daizōkyō là ấn bản hiện đại tiêu chuẩn được các học giả Nhật Bản hệ thống hóa, xuất bản tại Nhật Bản từ năm 1924 đến năm 1929, phân thành 55 tập và 2.184 kinh văn, thuộc các loại sau:
| Đại Chính tân tu Đại tạng kinh (kanji: 大正新脩大藏經, romaji: Taishō Shinshū Daizōkyō) | Đại Chính tân tu Đại tạng kinh (kanji: 大正新脩大藏經, romaji: Taishō Shinshū Daizōkyō) | Đại Chính tân tu Đại tạng kinh (kanji: 大正新脩大藏經, romaji: Taishō Shinshū Daizōkyō) | Đại Chính tân tu Đại tạng kinh (kanji: 大正新脩大藏經, romaji: Taishō Shinshū Daizōkyō) | Đại Chính tân tu Đại tạng kinh (kanji: 大正新脩大藏經, romaji: Taishō Shinshū Daizōkyō) |
| Bộ kinh                                                                                 | Tập kinh                                                                                | Số kinh                                                                                 | Nhóm kinh                                                                               | Ghi chú                                                                                 |
| --------------------------------------------------------------------------------------- | --------------------------------------------------------------------------------------- | --------------------------------------------------------------------------------------- | --------------------------------------------------------------------------------------- | --------------------------------------------------------------------------------------- |
| A-hàm Bộ (zh. 阿含部; ja. Agon-bu; sa. Āgama)                                           | 01–02                                                                                   | 1–151                                                                                   | Trường A-hàm                                                                            | Gồm 151 bộ kinh, cộng 460 quyển                                                         |
| A-hàm Bộ (zh. 阿含部; ja. Agon-bu; sa. Āgama)                                           | 01–02                                                                                   | 1–151                                                                                   | Trung A-hàm                                                                             | Gồm 151 bộ kinh, cộng 460 quyển                                                         |
| A-hàm Bộ (zh. 阿含部; ja. Agon-bu; sa. Āgama)                                           | 01–02                                                                                   | 1–151                                                                                   | Tạp A-hàm                                                                               | Gồm 151 bộ kinh, cộng 460 quyển                                                         |
| A-hàm Bộ (zh. 阿含部; ja. Agon-bu; sa. Āgama)                                           | 01–02                                                                                   | 1–151                                                                                   | Tăng nhất A-hàm                                                                         | Gồm 151 bộ kinh, cộng 460 quyển                                                         |
| Bổn duyên Bộ (zh. 本緣部; ja. Hon'en-bu; sa. Jātaka)                                    | 03–04                                                                                   | 152–219                                                                                 | Bổn duyên                                                                               | Gồm 68 bộ kinh, cộng 184 quyển                                                          |
| Bát-nhã Bộ (zh. 般若部; ja. Hannya-bu; sa. Prajñapāramitā)                              | 05–08                                                                                   | 220–261                                                                                 | Bát-nhã                                                                                 | Gồm 42 bộ kinh, cộng 806 quyển                                                          |
| Pháp hoa Bộ (zh. 法華部; ja. Hokke-bu; sa. Saddharma Puṇḍarīka)                         | 09a                                                                                     | 262–277                                                                                 | Pháp hoa                                                                                | Gồm 48 bộ kinh, cộng 188 quyển                                                          |
| Hoa nghiêm Bộ (zh. 華嚴部; ja. Kegon-bu; sa. Avataṃsaka)                                | 09b–10                                                                                  | 278–309                                                                                 | Hoa nghiêm                                                                              | Gồm 48 bộ kinh, cộng 188 quyển                                                          |
| Bảo tích Bộ (zh. 寶積部; ja. Hōshaku-bu; sa. Ratnakūṭa)                                 | 11–12a                                                                                  | 310–373                                                                                 | Bảo tích                                                                                | Gồm 87 bộ kinh, cộng 303 quyển                                                          |
| Niết-bàn Bộ (zh. 涅槃部; ja. Nehan-bu; sa. Nirvāṇa)                                     | 12b                                                                                     | 374–396                                                                                 | Niết-bàn                                                                                | Gồm 87 bộ kinh, cộng 303 quyển                                                          |
| Đại tập Bộ (zh. 大集部; ja. Daishū-bu; sa. Mahāsannipāta)                               | 13                                                                                      | 397–424                                                                                 | Đại tập                                                                                 | Gồm 28 bộ kinh, cộng 71 quyển                                                           |
| Kinh tập Bộ (zh. 經集部; ja. Kyōshū-bu; sa. Sūtrasannipāta)                             | 14–17                                                                                   | 425–847                                                                                 | Kinh tập                                                                                | Gồm 423 bộ kinh                                                                         |
| Mật giáo Bộ (zh. 密教部; ja. Mikkyō-bu; sa. Tantra)                                     | 18–21                                                                                   | 848–1420                                                                                | Kinh văn Mật tông                                                                       | Gồm 573 bộ kinh                                                                         |
| Luật Bộ (zh. 律部; ja. Ritsu-bu; sa. Vinaya)                                            | 22–24                                                                                   | 1421–1504                                                                               | Giới luật                                                                               | Gồm 84 bộ kinh                                                                          |
| Thích kinh luận Bộ (zh. 釋經論部; ja. Shakukyōron-bu; sa. Sūtravyākaraṇa)               | 25–26a                                                                                  | 1505–1535                                                                               | Giải nghĩa kinh nguyên thủy                                                             | Gồm 59 bộ kinh                                                                          |
| Tì-đàm Bộ (zh. 毗曇部; ja. Bidon-bu; sa. Abhidharma)                                    | 26b–29                                                                                  | 1536–1563                                                                               | Phân tích luận                                                                          | Gồm 59 bộ kinh                                                                          |
| Trung quán Bộ loại (zh. 中觀部類; ja. Chūgan-burui; sa. Mādhyamaka)                     | 30a                                                                                     | 1564–1578                                                                               | Kinh văn Trung quán tông                                                                | Gồm 64 kinh                                                                             |
| Du-già Bộ loại (zh. 瑜伽部類; ja. Yuga-burui; sa. Yogācāra)                             | 30b–31                                                                                  | 1579–1627                                                                               | Kinh văn Duy thức tông                                                                  | Gồm 64 kinh                                                                             |
| Luận tập Bộ (zh. 論集部; ja. Ronshū-bu; sa. Śāstra)                                     | 32                                                                                      | 1628–1692                                                                               | Chuyên luận                                                                             | Gồm 65 bộ kinh, cộng 194 quyển                                                          |
| Kinh sớ Bộ (zh. 經疏部; ja. Kyōsho-bu; sa. Sūtravibhāṣa)                                | 33–39                                                                                   | 1693–1803                                                                               | Giải nghĩa kinh Đại thừa                                                                | Gồm 111 bộ kinh                                                                         |
| Luật sớ Bộ (zh. 律疏部; ja. Rissho-bu; sa. Vinayavibhāṣa)                               | 40a                                                                                     | 1804–1815                                                                               | Giải nghĩa luật                                                                         | Gồm 47 bộ kinh                                                                          |
| Luận sớ Bộ (zh. 論疏部; ja. Ronsho-bu; sa. Śāstravibhāṣa)                               | 40b–44a                                                                                 | 1816–1850                                                                               | Giải nghĩa luận                                                                         | Gồm 47 bộ kinh                                                                          |
| Chư tông Bộ (zh. 諸宗部; ja. Shoshū-bu; sa. Sarvasamaya)                                | 44b–48                                                                                  | 1851–2025                                                                               | Giáo lý bộ phái                                                                         | Gồm 175 bộ kinh                                                                         |
| Sử truyện Bộ (zh. 史傳部; ja. Shiden-bu)                                                | 49–52                                                                                   | 2026–2120                                                                               | Truyện về các nhân vật Phật giáo                                                        | Gồm 95 bộ kinh                                                                          |
| Sự vị Bộ (zh. 事彙部; ja. Jii-bu)                                                       | 53–54a                                                                                  | 2121–2136                                                                               | Bách khoa                                                                               | Gồm 64 bộ kinh                                                                          |
| Ngoại giáo Bộ (zh. 外教部; ja. Gekyō-bu)                                                | 54b                                                                                     | 2137–2144                                                                               | Bàn về các tôn giáo khác                                                                | Gồm 64 bộ kinh                                                                          |
| Mục lục Bộ (zh. 目錄部; ja. Mokuroku-bu)                                                | 55                                                                                      | 2145–2184                                                                               | Mục lục                                                                                 | Gồm 64 bộ kinh                                                                          |

Một phần bổ sung cho Đại Chính tạng được xuất bản vào năm 1934, gồm 45 tập với 736 kinh văn khác, bao gồm các kinh văn Hán văn Nhật Bản, các kinh văn mới được tìm thấy tại Đôn Hoàng, các ngụy thư được sáng tác ở Trung Quốc, các đồ hình và các tập danh mục, gồm cả những kinh văn không còn tồn tại, dùng phục vụ khảo cứu.

## Lược sử

### Hình thành
Theo các truyền thống Phật giáo, sau khi Đức Phật nhập diệt, 500 đại đệ tử của Ngài, do Tôn giả Ma-ha Ca-diếp lãnh đạo, đã thực hiện kết tập nhằm bảo tồn nguyên vẹn những lời dạy của Đức Phật. Trong lần kết tập này, phần giới luật do Tôn giả Ưu-bà-li tụng đọc và phần các bài giảng của Đức Phật do Tôn giả A-nan tụng đọc để đại chúng cùng kết tập và ghi nhớ theo lối khẩu truyền. Phần giới luật của Tôn giả Ưu-bà-li hình thành nên Bát thập tụng luật, nền tảng cho phần Luật tạng sau này. Và phần các bài giảng của Đức Phật của Tôn giả A-nan là nền tảng của phần Kinh tạng sau này.
Nhiều học giả nghiên cứu Phật giáo hiện đại nghi ngờ sự tồn tại cũng như việc các kinh điển thực sự đã được kết tập ở Đại hội kết tập lần thứ nhất. Theo Louis Finot, có thể chỉ tồn tại một tạng văn duy nhất trong lần kết tập này và chỉ về sau mới được phân thành những phần Kinh tạng và Luật tạng riêng biệt. Tương tự, các học giả cũng xác định phần Luận tạng chỉ được tập thành vào khoảng thế kỷ thứ III trước Công nguyên, khởi đầu từ những bài luận giải nghĩa kinh của đệ tử hậu nhân, rồi phát triển thành những học thuyết độc lập.
Thời kỳ Bộ phái xuất hiện nhiều Đại tạng riêng của các bộ phái. Theo một số nguồn, một số bộ phái có đến 5 hoặc 7 tạng kinh. Tất cả chúng đều được truyền khẩu qua các buổi tụng đọc thường xuyên của cộng đồng Tăng-già trước khi được lập thành văn tự cho đến tận thế kỷ thứ Nhất trước Công nguyên..
Truyền thống Thượng tọa bộ ghi nhận bộ Đại tạng kinh đầu tiên được kết tập thành Tam tạng và được viết ra bằng tiếng Pali tại chùa Alu Viharaya (Sri Lanka) trong kỳ Đại hội kết tập lần thứ tư. Tuy thời điểm kết tập được ghi nhận khá mơ hồ, nhưng các học giả thống nhất rằng nó diễn ra không sớm hơn các năm 29–17 TCN. Thành quả của cuộc kết tập này là bộ kinh điển được viết lên lá bối và được truyền bá sang Myanmar, Thái Lan, Campuchia, Lào ngày nay. Một bộ Đại tạng kinh khác cũng được lập thành văn tự, do phái Nhất thiết hữu bộ thực hiện tại thành Kasmira nước Kushan, được chép bằng chữ Phạn lên các lá đồng. Cho đến tận thế kỷ thứ VIII, khi hành hương sang Ấn Độ, nhà sư Nghĩa Tịnh còn ghi nhận được bốn bộ Đại tạng chính của các bộ phái phi Đại thừa, gồm của Đại chúng bộ, Nhất thiết hữu bộ, Trưởng lão bộ và Chính lượng bộ.

### Kinh văn Ấn Độ truyền bá vào Trung Hoa
Trong một thời gian dài, sự kiện vào năm 67 sau Công nguyên, Hán Minh Đế nằm mộng thấy "người vàng" (金人, kim nhân) nên đã cho một sứ bộ sang phía Tây thỉnh đạo, gặp hai tăng nhân Nguyệt Chi, Kasyapa Matanga (迦葉摩騰) và Dharmaratna (竺法蘭) đang tải kinh bằng ngựa trắng, nên đã đón về Lạc Dương, được xem là bằng chứng sớm nhất ghi nhận thời điểm Phật giáo du nhập vào Trung Quốc cũng như kinh văn đầu tiên được dịch. Hán Minh Đế đã cho xây dựng chùa Bạch Mã để làm nơi cho các vị sư tu tập và dịch kinh. Theo truyền thống, bộ kinh Tứ thập nhị chương được dịch bởi Ca-diếp Ma-đằng và Trúc Pháp Lan được xem là bộ kinh đầu tiên được dịch sang Hán văn. Tuy nhiên, các học giả hiện đại lại cho rằng có bằng chứng cho thấy Phật giáo đã du nhập vào Trung Quốc trước thời Hán Minh đế. Bằng nhiều hình thức khác nhau, những tuyển tập nhỏ những lời Phật thuyết, được dịch sang Hán văn và truyền bá vào Trung Quốc. Sau đó, chúng được tập hợp một thời gian sau những bản dịch bản ngữ đầu tiên được chứng thực, và thậm chí có thể đã được biên soạn ở Trung Á hoặc Trung Quốc.
Ngay từ khi mới du nhập, để thuận tiện cho việc truyền bá, khi dịch sang chữ Hán các kinh điển Phật giáo Ấn Độ, các dịch giả đã sử dụng rất nhiều những khái niệm được xem là tương đồng từ các tôn giáo và trường phái triết học bản địa của Trung Quốc, đặc biệt là Nho giáo và Đạo giáo, cũng như tôn giáo dân gian Trung Hoa. Trong một thời gian dài, nhiều người nghĩ rằng, đạo Phật là một tông phái của đạo Lão, bắt nguồn từ quan điểm hướng đến giải thoát trong cả hai tôn giáo. Thời kỳ ban đầu, công các dịch giả từ phía Tây rất lớn mà những đại diện kiệt xuất là An Thế Cao (安世高), người chuyên dịch các kinh văn nguyên thủy, và Chi Khiêm (支謙), người chuyên dịch các tác phẩm Đại thừa. Nhiều kinh văn tiêu biểu cho những học thuyết của Phật giáo Bắc truyền được dịch từ Phạn văn, hoặc từ các ngôn ngữ Trung Á, sang Hán văn, thúc đẩy việc hình thành Tăng-già tại Trung Quốc vào thế kỉ thứ 4. Chuyến du hành của sư Pháp Hiển đã bổ sung thêm một số lượng đáng kể kinh sách Phạn văn từ Ấn Độ, được dịch và bổ sung vào hệ thống kinh điển của Phật giáo Trung Quốc.

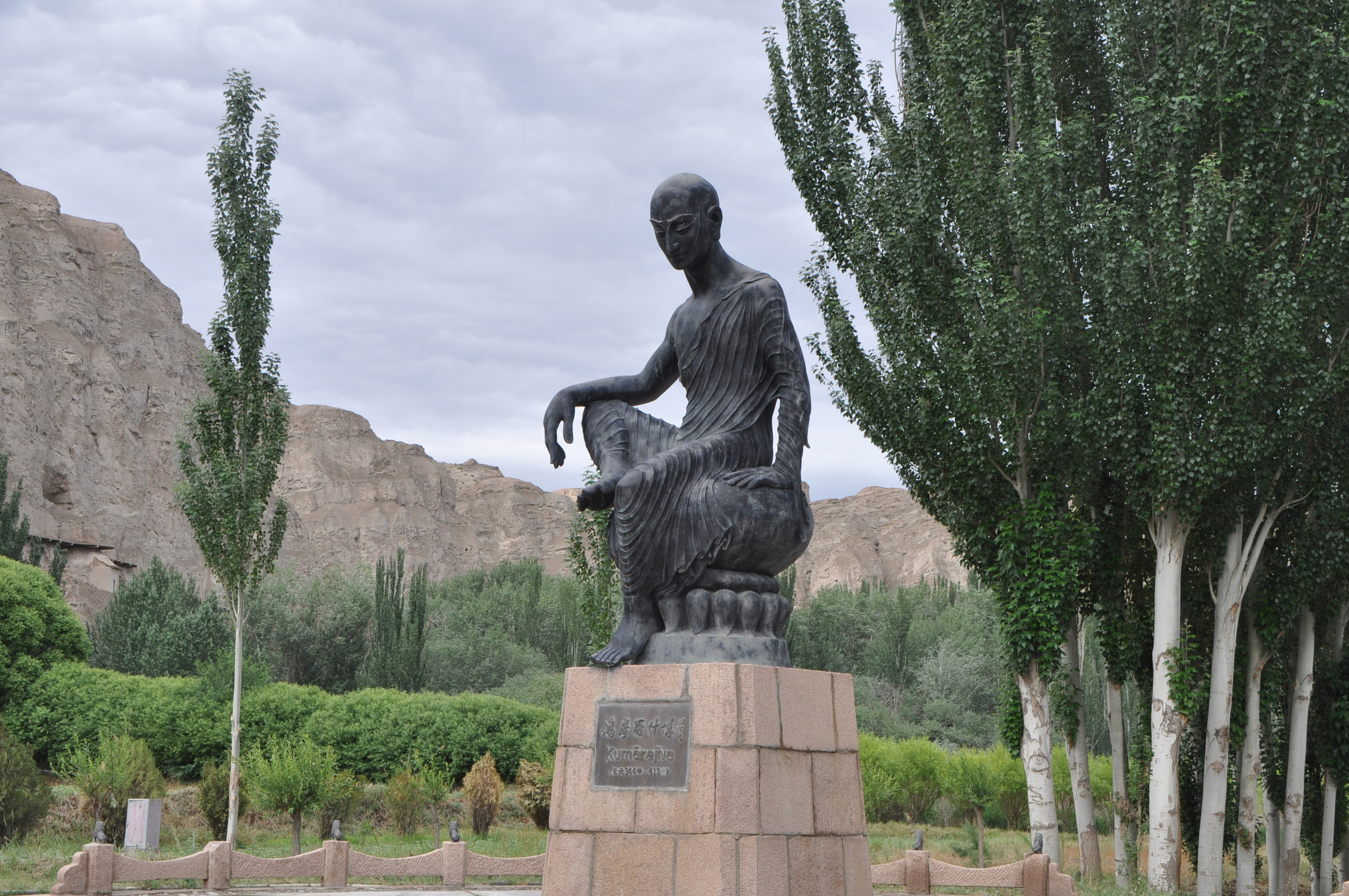
Tượng Cưu-ma-la-thập trước Thiên Phật động Kizil (Tân Cương, Trung Quốc).

Trong thế kỉ thứ 5, thứ 6, Phật giáo phát triển mạnh mẽ và được sự ủng hộ của triều đình, dù phải trải qua hai lần bị bức hại. Trong thời kỳ này, hai dịch giả có công lớn nhất trong việc dịch kinh điển là Cưu-ma-la-thập (鳩摩羅什, sa. kumārajīva) và Chân Đế (真諦, sa. paramārtha). Với trình độ văn chương rất cao, hai vị này đã làm cho hầu hết các kinh văn Nguyên thủy và Đại thừa đều có mặt tại Trung Quốc. Trong đó, giữ vai trò quan trọng trong Phật giáo Trung Quốc là những tác phẩm Nhập Lăng-già kinh (入楞伽經, sa. laṅkāvatārasūtra), Đại bát-niết-bàn kinh (zh. 大般涅槃經, sa. mahāparinirvāṇa-sūtra) và Thành thật luận (zh. 成實論, sa. satyasiddhi). Từ đó, các tông phái như Tam luận tông (三論宗), Thành thật tông (成實宗) và Niết-bàn tông (涅槃宗) ra đời.
Sau khi Phật giáo truyền vào Trung Quốc, số lượng kinh điển ngày càng nhiều, được người đời sau biên tập và sưu tầm, nội dung rất lớn. Bản mục lục ghi lại các kinh văn Phật giáo sớm nhất ở Trung Quốc gồm có "Hán lục" (汉录) của Chu Sĩ Hành thời Đông Hán và "Chúng kinh mục lục" (众经目录) do Đại sư Đạo An biên tập thời Đông Tấn. Chúng có niên đại sớm hơn nhiều so với "Tam động kinh thư mục lục" (三洞经书目录) của Lục Tu Tĩnh thời Lưu Tống. Tiếc rằng cả hai bộ mục lục này đều bị thất tán do chiến loạn và sự bức hại Phật giáo dưới thời Bắc Ngụy. Căn cứ theo Tùy thư, phần "Kinh tịch chí", có chép: "...Lương Võ đế đã cho thu thập kinh điển tổng cộng 5.400 quyển kinh sách, Sa-môn Bảo Xướng soạn thành "Kinh mục lục" (經目錄)"
Từ thời Hán đến thời Tùy, kinh sách Phật giáo được lưu hành dưới dạng bản thảo, vì vậy chúng rất dễ bị tiêu hủy hoặc thất tán do chiến loạn và bức hại. Vào thời Tùy, Sa-môn Tĩnh Uyển (靜琬; còn được viết là Tri Uyển 知苑, Trí Uyển 智苑, Tịnh Uyển 淨琬) của chùa Trí Tuyền, lo sợ rằng kinh Phật sẽ bị hủy hoại và thất truyền, nên đã kế thừa di nguyện của sư phụ là Nam Nhạc Huệ Tư (南嶽慧思), khắc kinh văn vào bia đá. Với sự hỗ trợ của Tùy Dạng đế, Tiêu Hoàng hậu và em trai Tiêu Vũ, các kinh văn khắc trên tường đá trong một hang động tại núi Phòng Sơn đã được hoàn thành. Chúng tồn tại gần 1.500 năm, qua 5 triều đại Tùy, Đường, Liêu, Kim, Minh được bổ sung thêm, đời sau gọi là "Kinh đá Phòng Sơn" (房山石經, Phòng Sơn thạch kinh).

### Dấu ấn Huyền Trang với Phật giáo Hán truyền
Tuy nhiên, những vấn đề tồn tại của công tác dịch thuật giai đoạn đầu đã dần bộc lộ vấn đề. Đến đầu thế kỉ 7, kinh sách Phật giáo của Trung Quốc gồm có vô số những bản dịch, văn bản chữ Hán; đại diện và làm nền tảng cho nhiều quan điểm đối chọi nhau. Nhiều trường phái và học thuyết được hình thành, đều tự nhận mình là "Phật giáo", tranh cãi quyết liệt về các vấn đề cơ bản lẫn luận giải, đặc biệt là các trường phái của Duy thức tông. Nhiều trường phái dựa trên các kinh sách không rõ xuất xứ nhưng được xem là phiên dịch từ nguồn gốc Ấn Độ. Một số khác dựa trên kinh sách thật nhưng các bản dịch thiếu chính xác đã gây ra nhiều nhầm lẫn. Trong bối cảnh đó, nổi lên một nhân vật kiệt xuất, Huyền Trang.

Huyền Trang trên đường đi Ấn Độ (tranh vẽ khoảng thế kỷ 14).

Là một người học rộng và có tư chất, trong quá trình tu học, Huyền Trang đã sớm kết luận rằng: mọi tranh cãi, diễn dịch khác nhau trong Phật giáo Trung Quốc là hậu quả của sự thiếu thốn kinh sách chủ chốt viết bằng chữ Hán. Đặc biệt, Sư cho rằng một bản dịch đầy đủ của bộ Du-già sư địa luận, một bộ luận bách khoa của Duy thức tông miêu tả con đường dẫn tới Phật quả của Vô Trước (Asaṅga), sẽ có khả năng giải quyết mọi tranh chấp. Một phần tác phẩm đã được Chân Đế (Paramārtha) dịch sang chữ Hán vào thế kỉ 6. Huyền Trang cho rằng, cần phải dịch trọn bộ luận Ấn Độ này và giới thiệu cho Trung Quốc; điều này thúc đẩy mạnh mẽ quyết định sang Thiên Trúc thỉnh kinh của Sư.
Năm 629, Huyền Trang bắt đầu hành trình đi Ấn Độ. Sau 16 năm du hành qua Trung Á và tu họ tại Ấn Độ, Sư trở về Trung Quốc, mang về một số lượng đồ sộ kinh sách từ Ấn Độ. Những năm sau đó, Sư đã dành trọn phần đời còn lại để dịch những kinh sách này. Sư trực tiếp phiên dịch lại các kinh sách quan trọng, trình bày lại một cách chính xác hơn cũng như giới thiệu những kinh sách mới và nhiều tài liệu chưa hề có tại Trung Quốc; đồng thời cũng giám sát công tác dịch thuật các kinh sách khác. Công trình dịch thuật của Sư thật khổng lồ – 74 bộ kinh luận trong 19 năm – trong đó có một số kinh với quy mô to lớn, như bộ Ma-ha-bát-nhã-ba-la-mật-đa đến dài hàng ngàn trang, với độ chính xác cao, trở thành bản dịch tiêu chuẩn được sử dụng rộng rãi để truyền bá tư tưởng Phật giáo Ấn Độ vào Đông Á.
Kế tục sự nghiệp của Huyền Trang, Nghĩa Tịnh cũng du hành sang Ấn Độ và mang về thêm 400 kinh văn mới. Một số lượng lớn kinh sách Hán văn được truyền bá đã góp phần tạo nền tảng cho Phật giáo phát triển mạnh mẽ trong những thế kỷ sau đó, thậm chí hình thành truyền thống Phật giáo Hán truyền, truyền bá Phật giáo khắp khu vực văn hóa Đông Á, bao gồm cả Triều Tiên, Nhật Bản và Việt Nam. Trong những thế kỷ sau đó, Phật giáo Hán truyền phát triển rực rỡ. Các tông Hoa Nghiêm (華嚴), Thiên Thai (天台), Thiền (禪), Tịnh độ (淨土), Pháp tướng (法相)... mang đậm bản sắc Trung Hoa đã lần lượt ra đời.

### Sự phát triển của Đại tạng kinh Hán văn
Với sự ra đời của kỹ thuật in mộc bản, số lượng kinh văn Phật giáo được phát hành rộng rãi với chi phí thấp, góp phần phổ biến Phật giáo mạnh mẽ cuối đời Đường. Số lượng kinh điện Phật giáo Hán ngữ thời bấy giờ được sách "Khai Nguyên Thích giáo lục" (开元释教录) do Trí Thăng (智昇) soạn là chi tiết nhất, ghi lại 5.048 tập kinh Phật đã được lưu hành vào thời điểm đó.

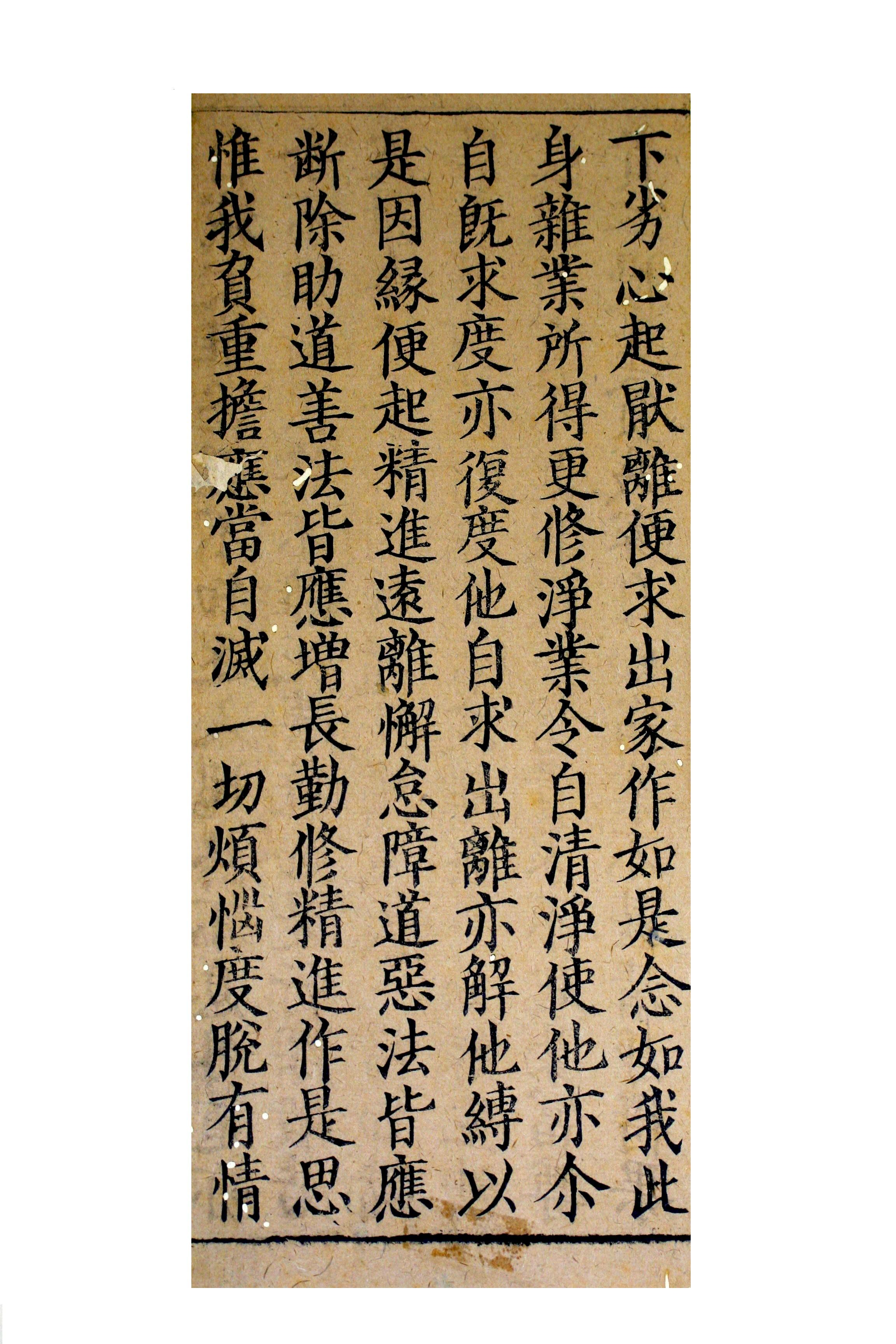
Trang in kinh văn thời nhà Tống.

Tuy nhiên, mãi đến năm Khai Bảo thứ 4 (971) đời nhà Tống, hoàng đế Tống Thái tổ xuống chiếu cho khắc mộc bản Khai Bảo tạng, bộ Đại tạng kinh hoàn chỉnh đầu tiên dùng để in ấn. Công việc được giao cho Ích châu (nay thuộc tỉnh Tứ Xuyên) thực hiện, mất 12 năm mới hoàn thành, với xấp xỉ 130.000 bản khắc, tổng tộng 5.048 quyển kinh. Các bản khắc sau đó được đưa đến Khai Phong, in thành quyền để xuất bản, còn được gọi là Thục tạng. Khai Bảo tạng được soạn theo mục lục của "Khai Nguyên Thích giáo lục". Năm 1071, Khai Bảo tạng được hiệu đính, đến năm 1083 thì được truyền đến Cao Ly để bổ túc cho bộ Cao Ly tạng. Tuy các bản khắc của Khai Bảo tạng bị tiêu hủy hoặc thất tán hầu hết trong Sự kiện Tĩnh Khang, chỉ còn sót lại một vài bản sao, nhưng cấu trúc Khai Bảo tạng là nền tảng của các bản in Đại tạng kinh Hán văn về sau được bảo tồn.

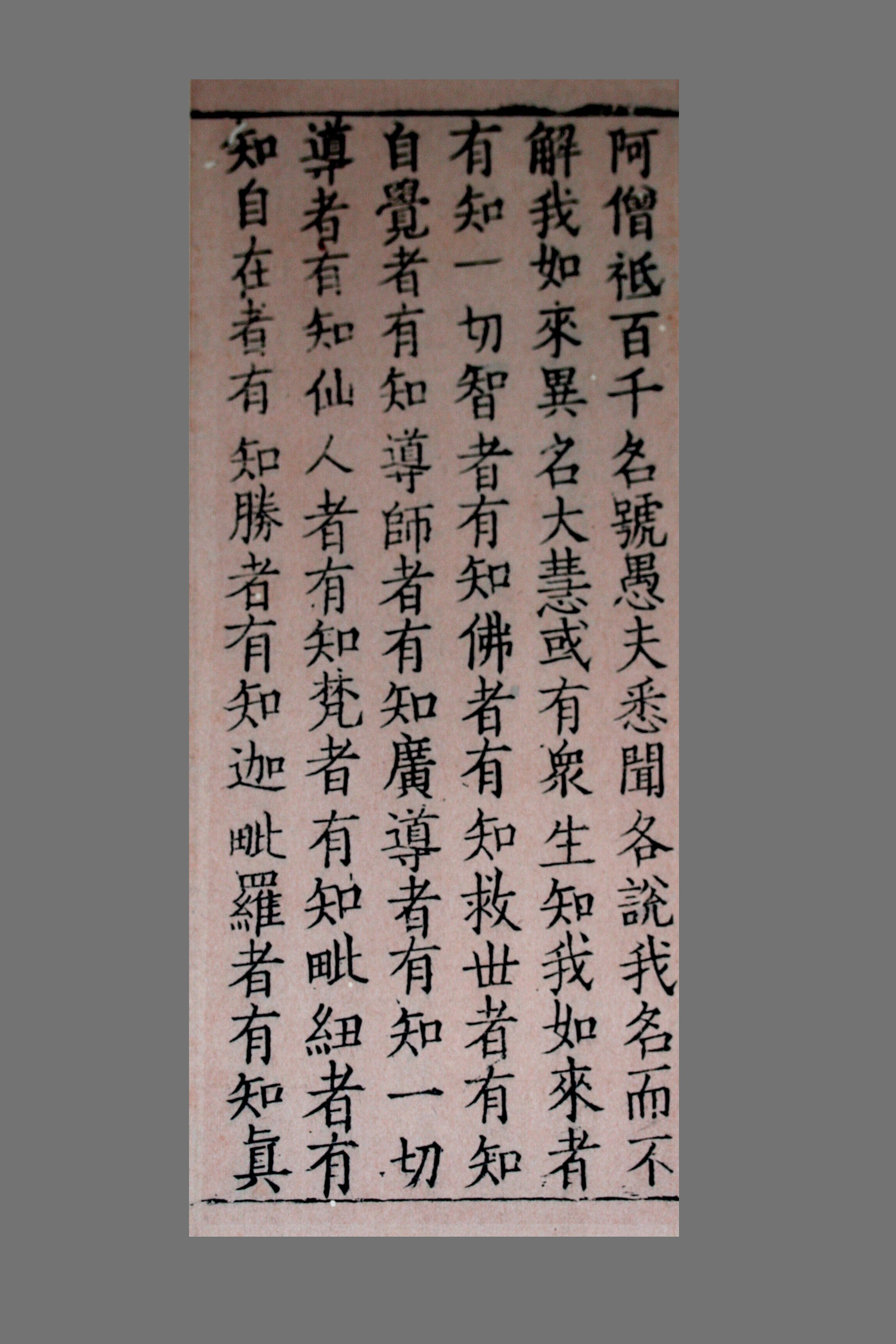
Một trang in của Cao Ly tạng bản 1371.

Ở Cao Ly, triều đình cũng cho thực hiện việc khắc mộc bản kinh Phật để cầu phúc từ Phật pháp, thường được gọi là Cao Ly tạng. Công việc được thực hiện từ năm 1011 đến năm 1087 mới hoàn thành. Phiên bản đầu tiên của Cao Ly tạng hoàn toàn dựa trên cấu trúc của Khai Bảo tạng, nhưng chúng được bổ sung thêm các kinh sách khác được xuất bản cho đến thời điểm đó, chẳng hạn như Liêu tạng, cũng như các hiệu đính mới bổ sung của Khai Bảo tạng năm 1071. Bộ Cao Ly tạng đầu tiên này tổng cộng được hơn 6.000 quyển. Đáng tiếc là bộ mộc bản gốc đã bị lửa thiêu rụi trong cuộc xâm lược của người Mông Cổ vào Triều Tiên vào năm 1232, mặc dù các phần rải rác của bản in vẫn còn. Mãi đến năm 1237, dưới thời Cao Ly Cao Tông, triều đình đã cho khắc lại toàn bộ mộc bản Đại tạng kinh. CÔng việc được thực hiện trong 12 năm, với sự hỗ trợ của Choe U và con trai ông là Choe Hang, cùng các cao tăng của Cao Ly. Phiên bản thứ hai này thường được gọi là Bát vạn Đại tạng kinh, có độ chính xác cực cao, không có lỗi hay đính chính nào với 52.382.960 chữ được sắp xếp thành hơn 1496 đề mục và 6568 tập. Đây là phiên bản Đại tạng kinh được bảo tồn nguyên vẹn và đầy đủ nhất về giáo quy bằng chữ Hán của thế giới.

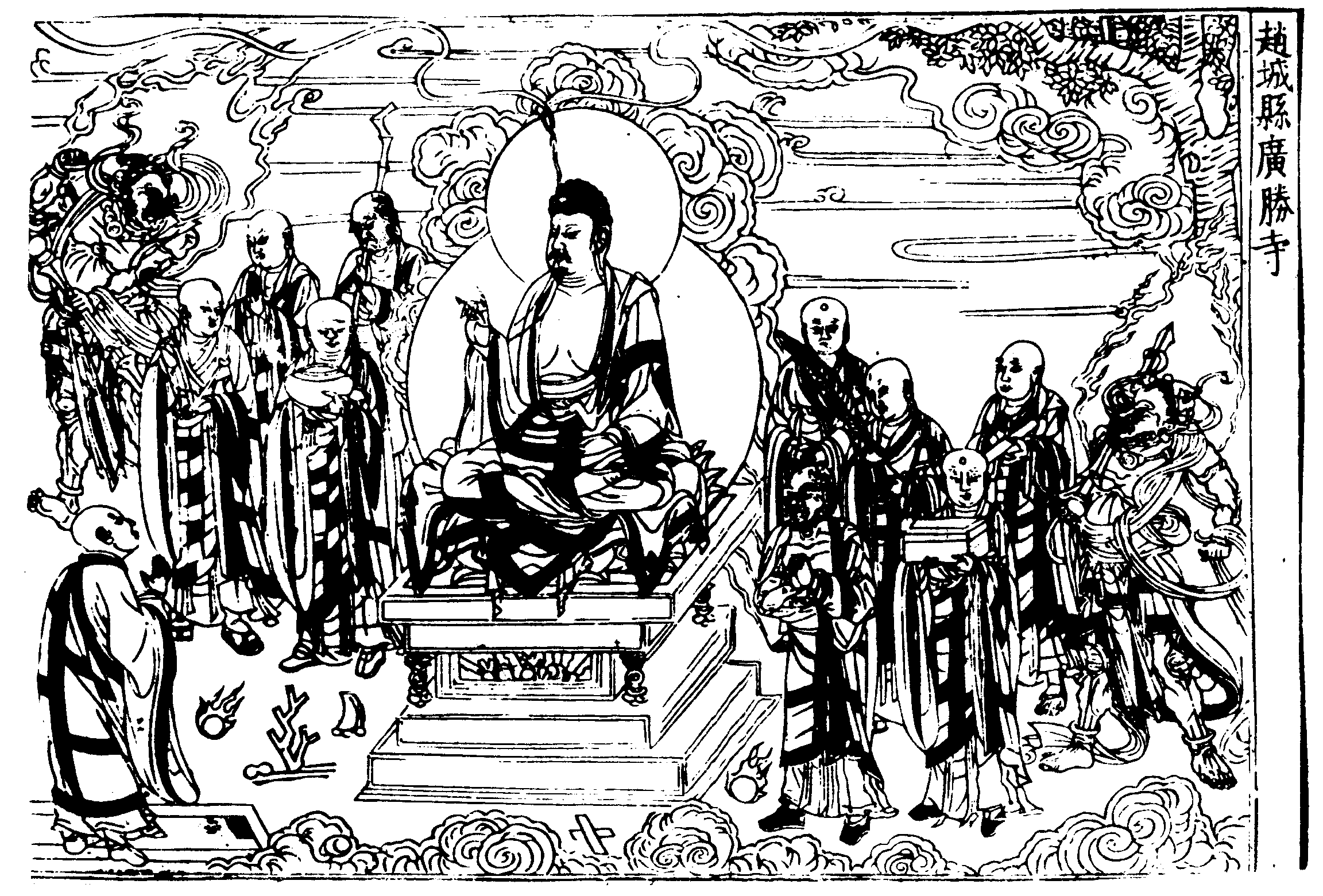
Một tranh vẽ minh họa từ Triệu Thành Kim tạng.

Vào khoảng năm 1149, một nữ cư sĩ tên là Thôi Pháp Trân quyên góp kinh phí dể thực hiện việc in ấn Đại tạng kinh, được ấn tống tại chùa Thiên Ninh ở tỉnh Sơn Tây vào khoảng năm 1149, bấy giờ nằm dưới sự kiểm soát của nhà Kim, vì vậy còn có tên gọi là Kim tạng. Bộ Đại tạng kinh này có hơn 7.000 quyển, trong đó có một số kinh không có trong các bộ Đại tạng kinh về sau này. Nó được tái phát hiện tại chùa Quảng Thắng vào năm 1933, Phiên bản Đại tạng kinh này có tên là Triệu Thành Kim tạng, là bộ Đại tạng kinh Hán văn được in lâu nhất còn tồn tại.
Năm 1278, dưới thời Nguyên Thế tổ, bộ Phổ Ninh tạng được khắc in tại chùa Đại Phổ Ninh, Hàng Châu, thu thập 1.430 bộ kinh văn với 6.010 quyển. Đại sư Tử Bách thời Minh, trong "Kính Sơn tạng", mục "Khắc tạng duyên khởi" đã nói rằng thời nhà Nguyên đã có hơn 10 bộ Đại tạng kinh đã được khắc in.
Năm 1372, dưới thời Minh Thái tổ, triều đình lệnh cho khắc Đại tạng kinh tại chùa Tưởng Sơn, Nam Kinh. Công việc mất 27 năm mới hoàn tất, với 1.600 bộ kinh, hơn 7.000 quyển, về sau được gọi là Hồng Vũ Nam tạng.
Thời nhà Thanh, Đại tạng kinh do triều đình khắc in được thực hiện suốt thời Ung Chính, đến đầu thời Càn Long mới hoàn tất, gọi là Càn Long Đại tạng kinh, hay Long tạng, với 79.036 mộc bản.
Ngoài ra, có một số phiên bản Đại tạng kinh Hán văn được ghi nhận như Thích sa tạng thời Nam Tống, Gia Hưng tạng thời Minh, Liêu tạng thời Liêu, Triệu Thành Kim tạng thời Kim, Nguyên quan bản tạng kinh thời Nguyên, Vĩnh Lạc Bắc tạng và Vĩnh Lạc Nam tạng, Vạn Lịch tạng thời Minh. Ngoài ra còn có các bản Vạn tự chính tạng và Vạn tự tục tạng của Nhật Bản, được xuất bản dưới thời Minh Trị và Đại Chính.
Trong suốt hai nghìn năm, kinh điển Phật giáo đựa đưa vào Trung Quốc, được dịch ra Hán ngữ và lưu hành qua các triều đại nối tiếp nhau, và số lượng ngày càng tăng, và cuối cùng được biên soạn thành các "Tạng". Các tài liệu khảo cứu ghi nhận tại Trung Quốc, các triều đại Tống-Liêu-Kim đã có 8 lần biên tập Đại tạng kinh, Nguyên 2 lần, Minh 5 lần, Thanh 3 lần. Ngoài ra còn có thể kể đến 3 lần ở Cao Ly và 8 lần ở Nhật Bản. Đại tạng kinh Hán văn đã tăng từ hơn 5.000 quyển được ghi nhận cuối thời Đường lên đến hơn 10.000 quyển, cộng với số lượng các phiên bản dịch Hán ngữ ngày càng tăng và các tài liệu Phật giáo bản địa ngày càng được bổ sung. Bên cạnh đó, một số lượng lớn bản thảo chép tay kinh văn được phát hiện ở Đôn Hoàng đã bổ sung vào Đại tạng kinh một số lượng kiinh sách đáng kể. Năm 1984, Trung Hoa Đại tạng kinh (Hán văn) phần Bổ biên, do Nhậm Kế Dũ chủ biên, đã bắt đầu được xuất bản, đến năm 1997, Trung Hoa thư cục tại Bắc Kinh đã xuất bản toàn bộ Trung Hoa Đại tạng kinh (Hán văn) phần Chính biên với tổng 106 tập, thu thập hơn 4.200 loại kinh sách, hơn 23.000 quyển và hơn 100 triệu từ.

## Các phiên bản ngôn ngữ khác
Như đã nêu trên, hầu hết các phiên bản Đại tạng kinh đều sử dụng loại Hán ngữ Trung cổ. Chúng được dịch ra từ các kinh văn tiếng Phạn. Tuy nhiên, cũng có một số phiên bản Đại tạng kinh được dịch sang ngôn ngữ bản địa. Trong đó, các ấn bản Đôn Hoàng chứa một số tác phẩm bằng các ngôn ngữ Tây Vực cũ được dịch từ tiếng Phạn.
Một phiên bản ngôn ngữ nổi tiếng là phiên bản Đại tạng kinh Tây Hạ (蕃大藏經) được viết bằng tiếng Tangut, được triều đình Tây Hạ cho dịch và in vào năm Đại Khánh thứ 3 (1038) theo mô thức của Khai Bảo tạng. Nó có tổng cộng 3.579 quyển, tuy nhiên, do Tây Hạ thất thủ, hầu hết đã bị phá hủy, chỉ còn một số mảnh kinh văn rời rạc được tìm thấy trong khảo cổ học hiện đại, và phần nhiều trong số chúng đã bị thất lạc và được bảo quản trong các viện bảo tàng ở nhiều quốc gia khác nhau. Năm 1971, Eric Grinstead đã xuất bản một bộ sưu tập các kinh văn Phật giáo Tangut với tựa đề The Tangut Tripitaka tại New Delhi.
Khoảng thế kỷ thứ 7─8, Phật giáo truyền vào Tây Tạng. Nhiều kinh điển được dịch trực tiếp từ tiếng Phạn hoặc gián tiếp từ chữ Hán sang Tạng ngữ cổ điển. Đến thế kỷ thứ 9, bộ danh mục Đan-cát mục lục (丹噶目录) được biên soạn, thu thập ước chừng 700 bộ trong 20 loại kinh điển trong Phật giáo Đại thừa. Trước thế kỷ 13, các kinh văn Tạng ngữ đều là bản chép tay, đến năm 1313, bản in Đại tạng kinh Tạng ngữ đầu tiên được thực hiện, về sau có tổng cộng 11 phiên bản. Đại tạng kinh Tạng văn chủ yếu phân làm 3 phần: Chính tạng (Wylie: bka' 'gyur; ZWPY: བཀའ་འགྱུར; phiên Hán tự: 甘珠尔, Cam-châu-nhĩ), bao gồm phần Kinh tạng, Luật tạng và Mật chú; Phó tạng (Wylie: bstan 'gyur; ZWPY: བསྟན་འགྱུར; phiên Hán tự: 丹珠尔, Đan-châu-nhĩ), bao gồm Luận tạng cùng các phần Tán tụng, Kinh thích, Chú thích; Tạp tạng (Wylie: gsung 'bum; ZWPY: གསུང་འབུམ་; phiên Hán tự: 松绷, Tùng-băng), chủ yếu là các kinh văn do các giáo đồ Mông - Tạng trước tác. Bộ Tạng kinh đầy đủ nhất là Bắc Kinh bản. được in vào năm 1683, thu thập Chính tạng 1055 bộ, Phó tạng 3962 bộ, Tạp tạng 945 bộ. Đại tạng kinh Tạng văn chứa nhiều phần luận Mật tông hơn Đại tạng kinh Hán văn, ngoài ra còn chứa nhiều trước tác về thiên văn, ngữ pháp, thơ ca, mỹ thuật, logic, lịch và y dược. Theo thống kê, Đại tạng kinh Tạng văn chứa 4569 kinh văn Phật giáo.